# Taviers
Taviers is een dorp in de Belgische provincie Namen, en een deelgemeente van de Waalse gemeente Éghezée. Het was een zelfstandige gemeente tot het bij de fusie van 1977 toegevoegd werd aan de gemeente Éghezée.
Taviers ligt aan de weg van Éghezée naar Hannuit en aan de Mehaigne die van west naar oost door het dorp stroomt. Ten oosten van de dorpskom ligt het gehucht Franquenée dat eveneens aan dezelfde weg en rivier gelegen is. Het is een landbouwdorp dat zich stilaan ontwikkelt tot een woondorp.

## Bezienswaardigheden
- De Sint-Martinuskerk (Église Saint-Martin) is een neoromaans kerkgebouw uit 1836-1837.
- Verscheidene 17de- en 18de-eeuwse boerderijen waaronder de Ferme Dethy die in 1987 beschermd werd als monument.

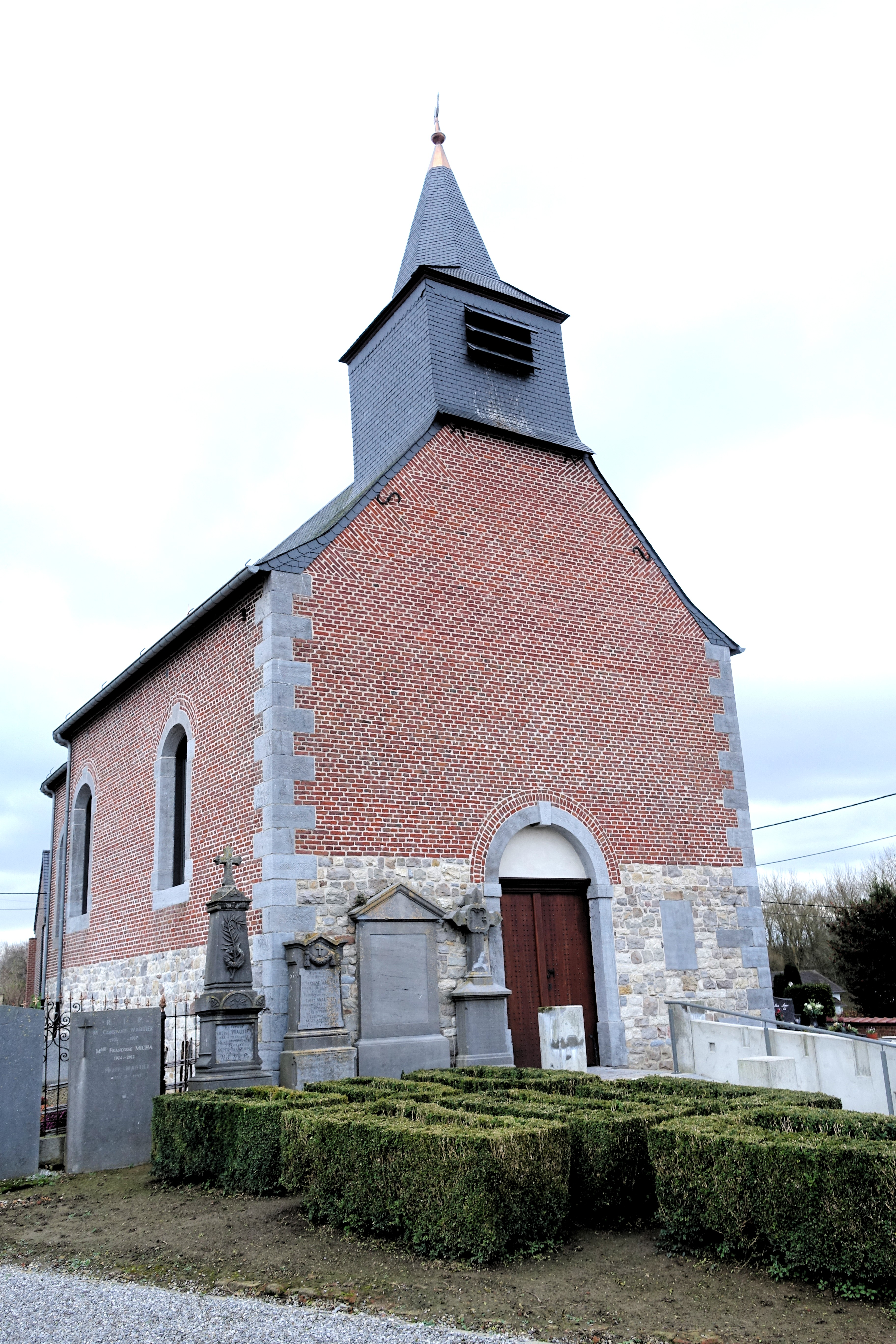
Sint-Pieterskapel Franquenée
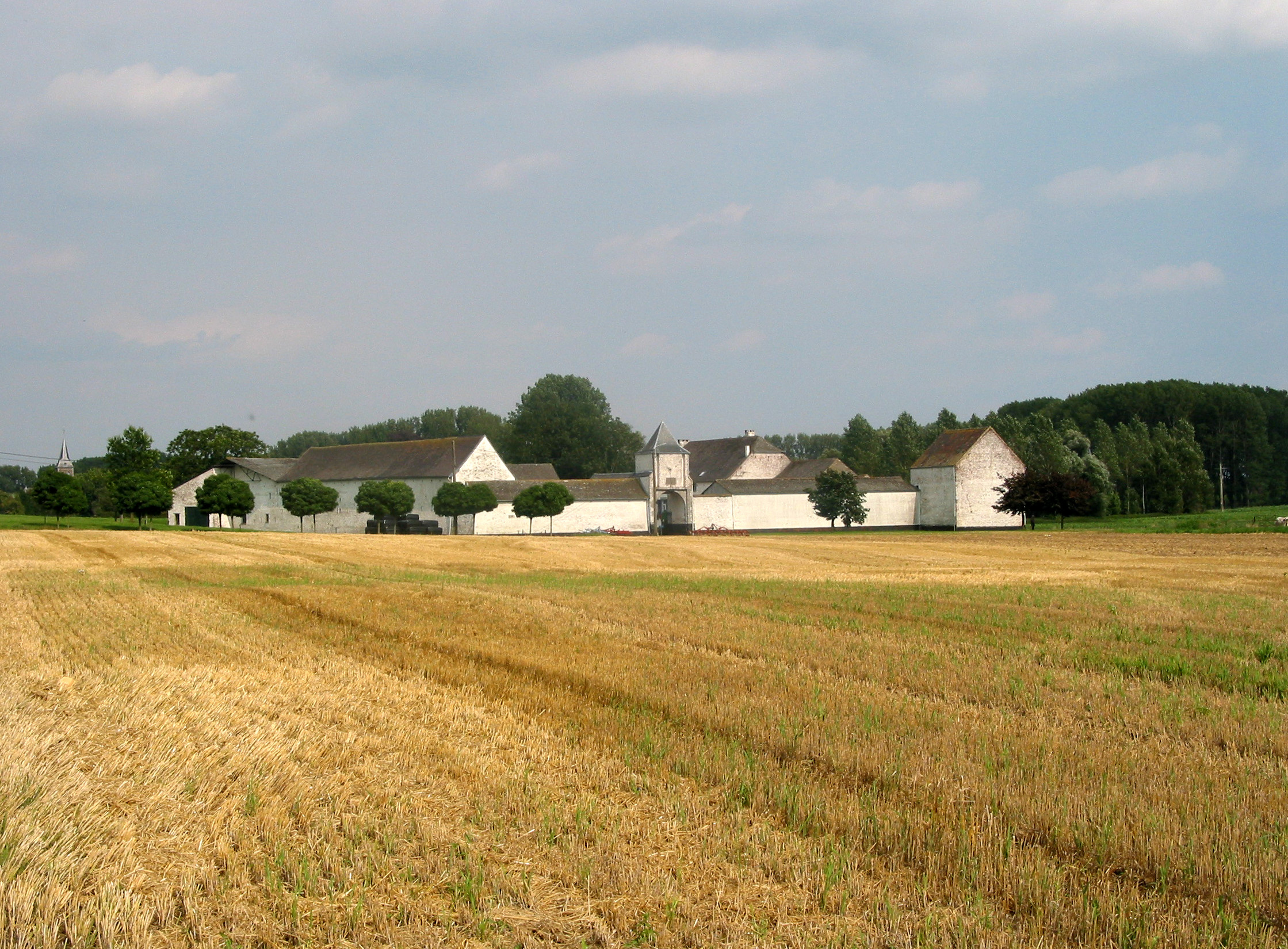
Ferme du Château
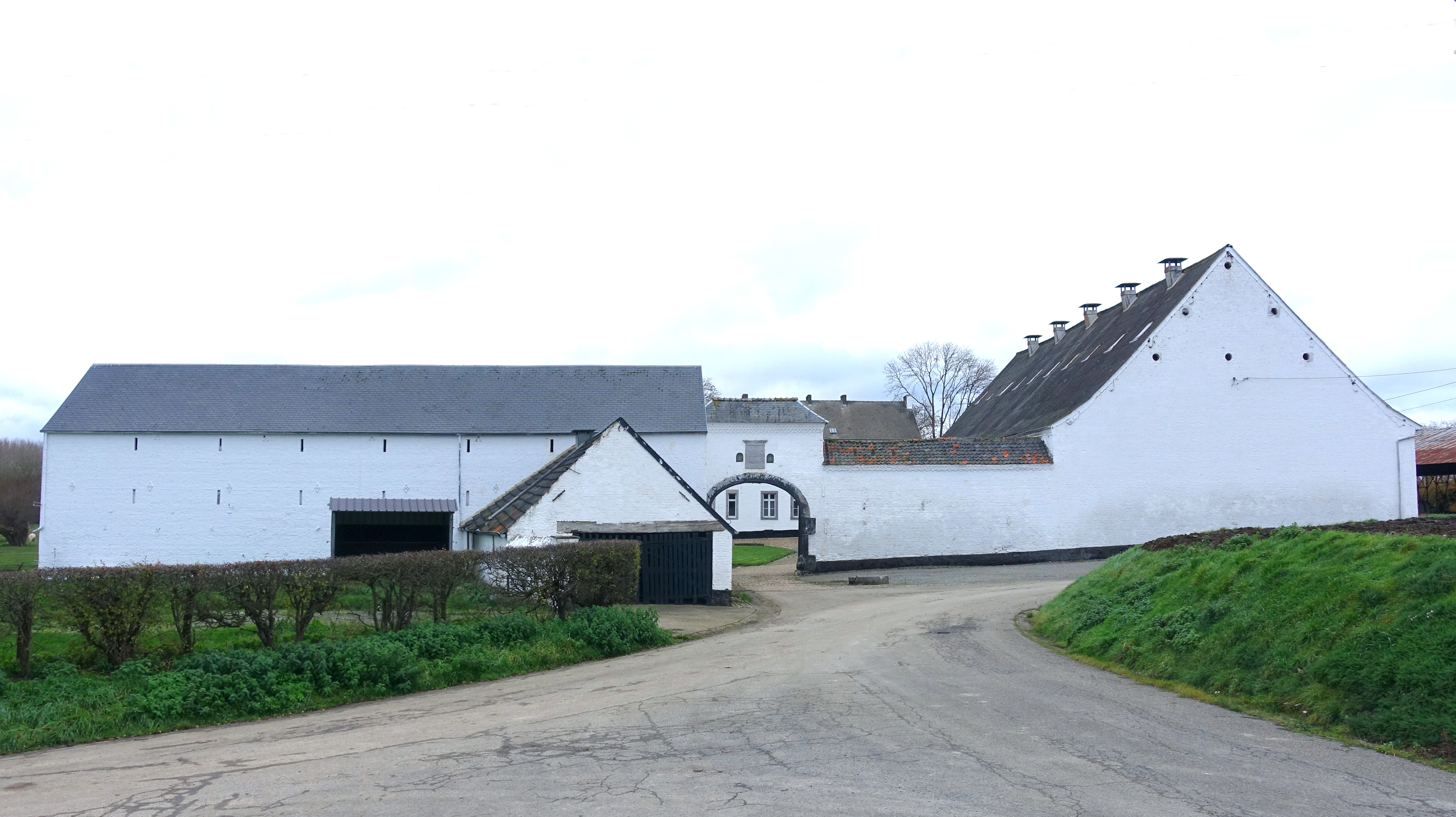
Ferme de Franquenée
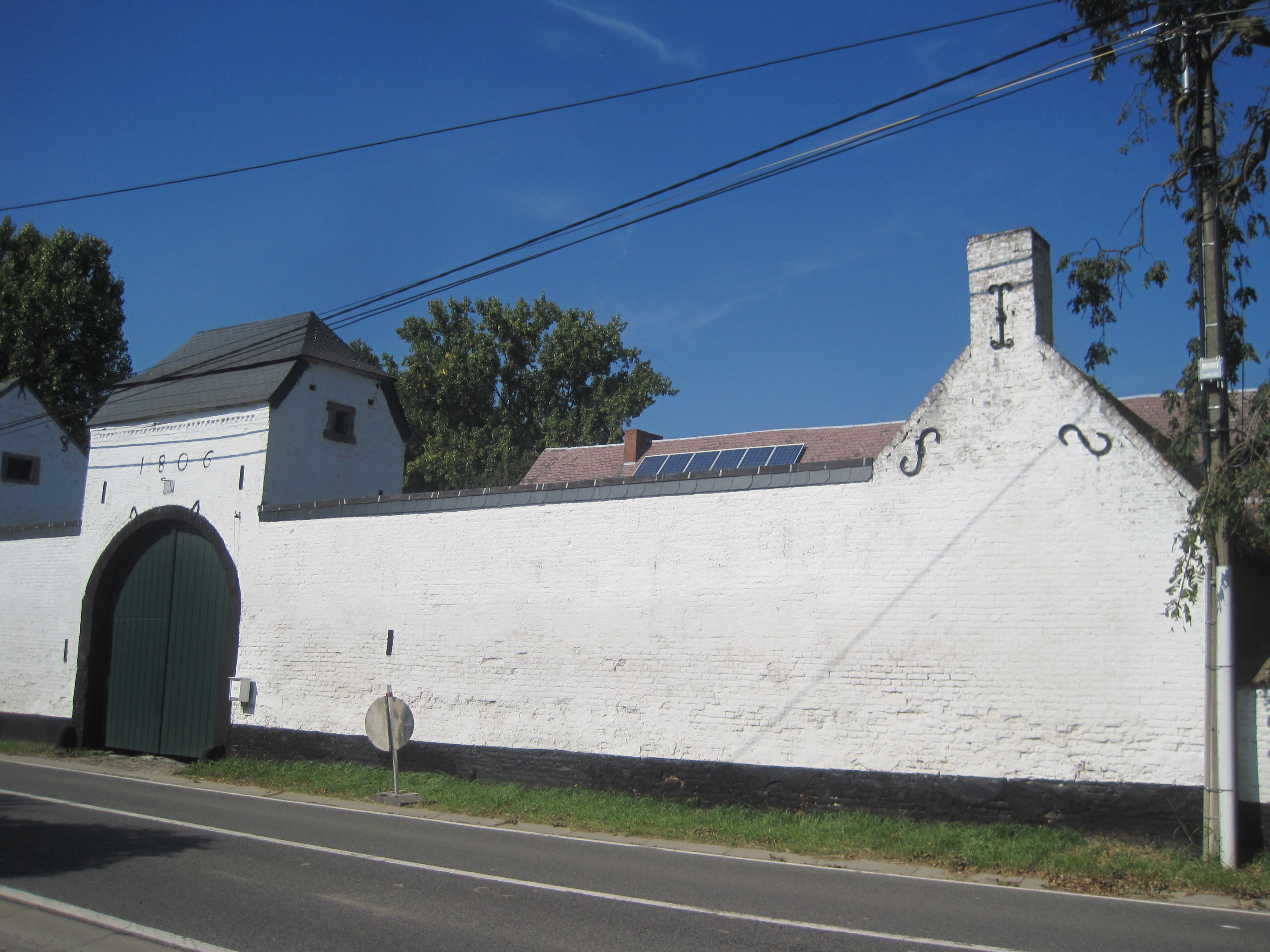
Ferme Dethy
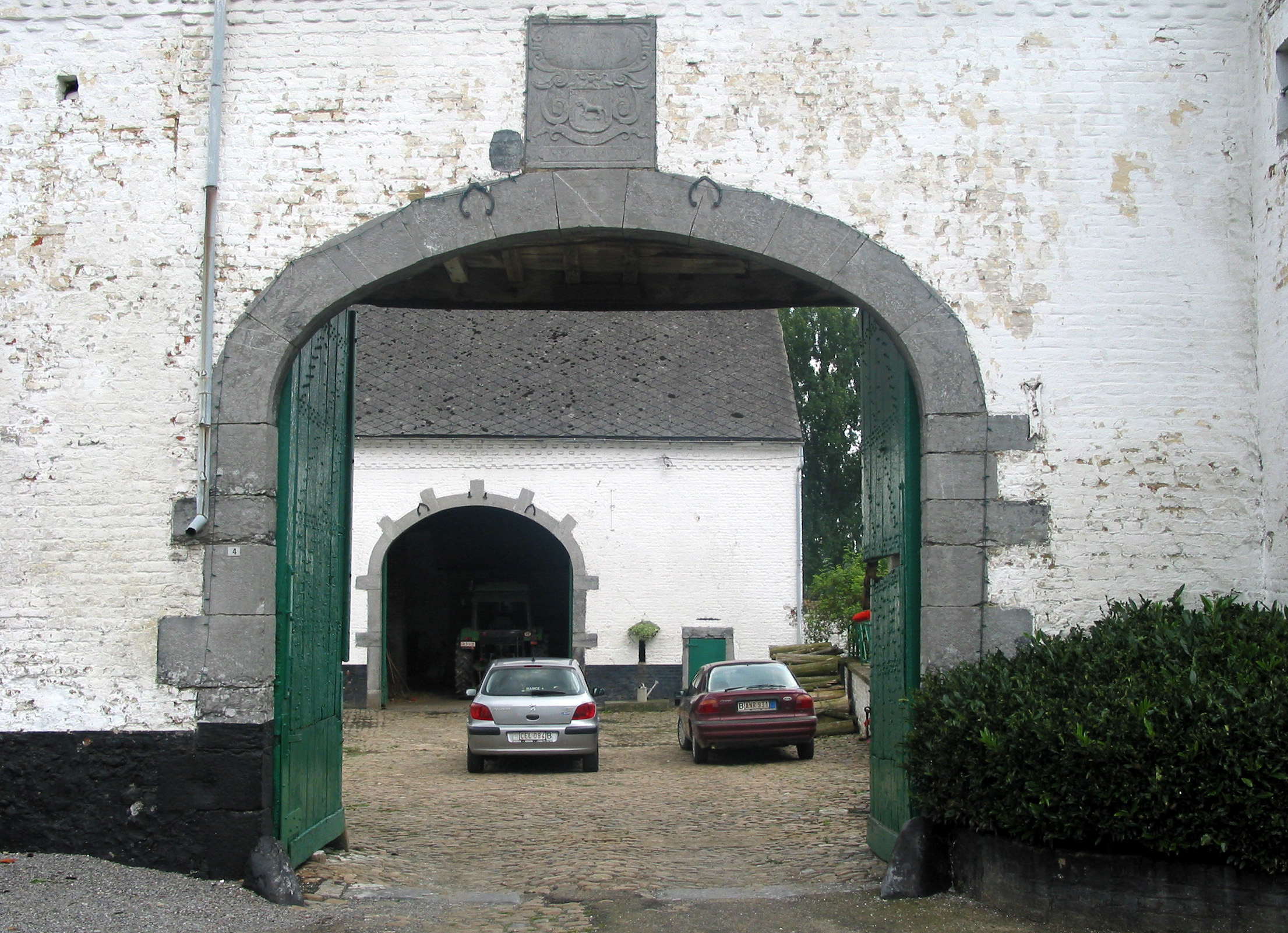
Ferme Stevenart

## Natuur en landschap
Taviers ligt aan de Mehaigne. De hoogte aan de kerk bedraagt 139 meter.

## Demografische ontwikkeling
- Bronnen:NIS, Opm:1831 tot en met 1970=volkstellingen, 1976= inwoneraantal op 31 december

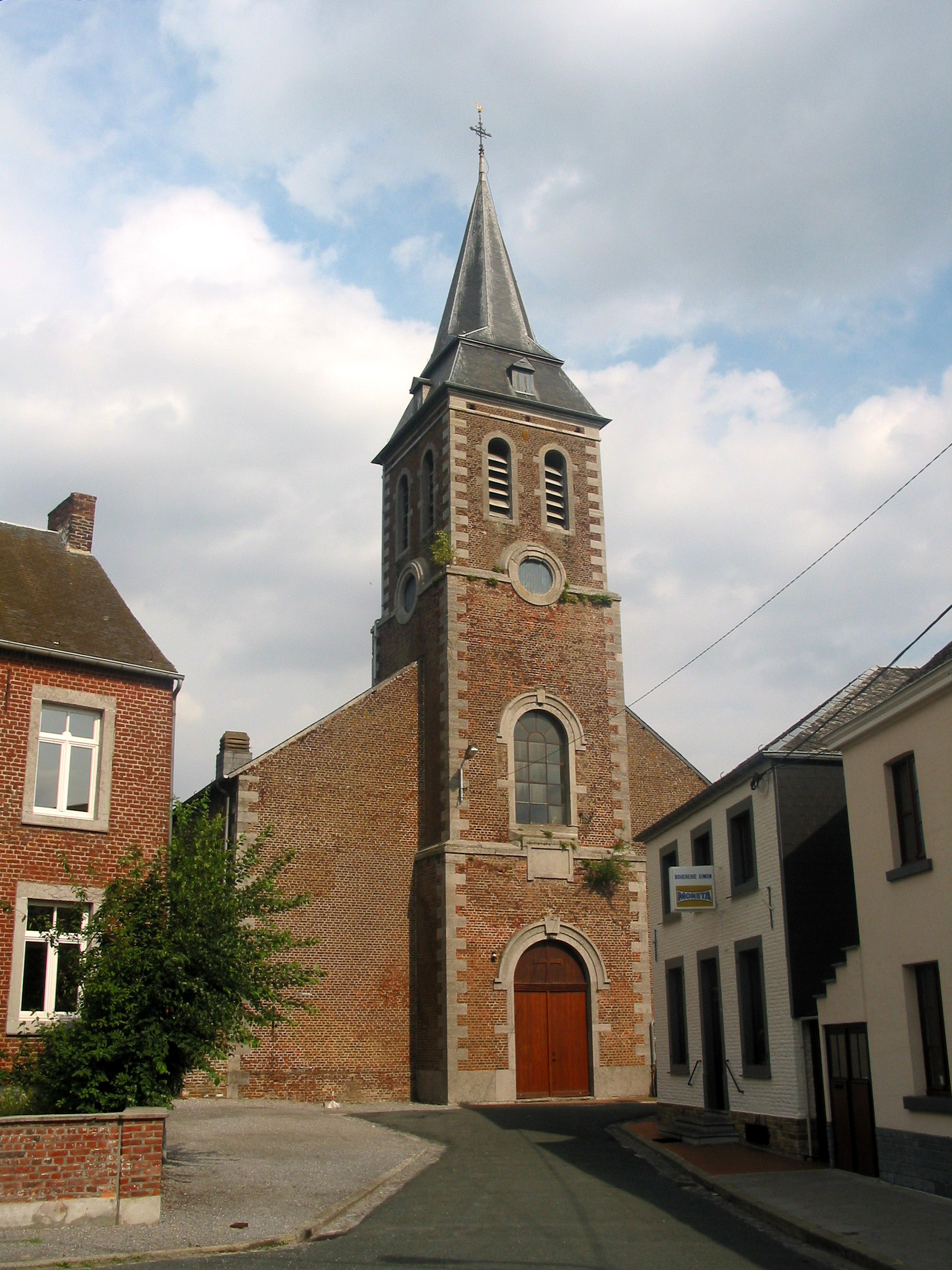
De Sint-Martinuskerk

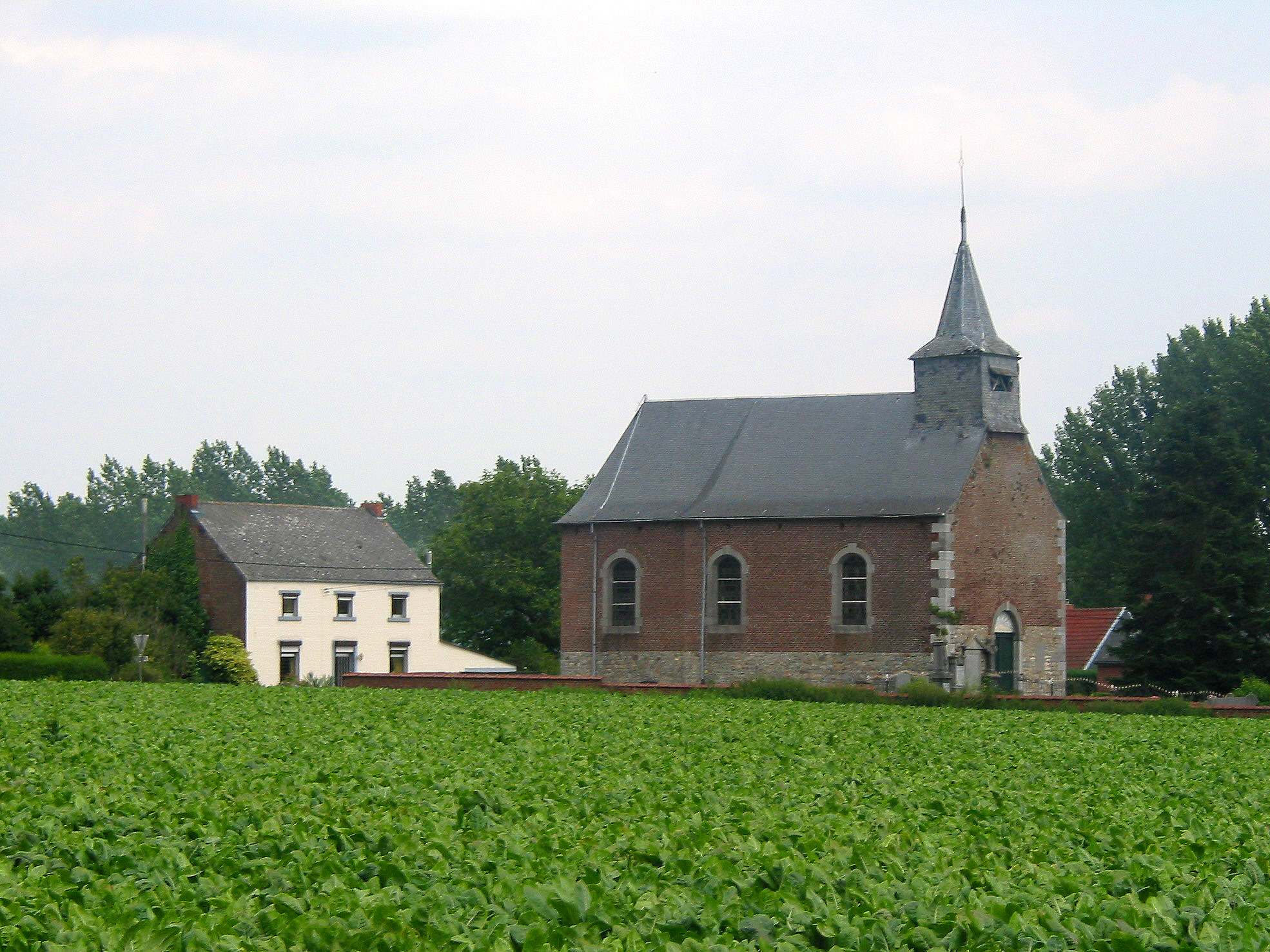
De Sint-Pieterskapel van Franquenée

## Nabijgelegen kernen
Franquenée, Bolinne, Harlue
Deelgemeenten: Aische-en-Refail · Bolinne · Boneffe · Branchon · Dhuy · Hanret · Leuze · Liernu · Longchamps · Mehaigne · Noville-sur-Mehaigne · Saint-Germain · Taviers · Upigny · Waret-la-Chaussée

Belgische gemeenten · arrondissement Namen · provincie Namen · Wallonië